# Alexander Keyserling
Alexander Friedrich Michael Lebrecht Nikolaus Arthur, Graf von Keyserling, född 15 augusti 1815 i Kabile (i nuvarande Lettland), död 8 maj 1891 i Raikküla (i nuvarande Estland), var en rysk (balttysk) geolog, paleontolog och biolog.
Keyserling växte upp i en förmögen adelsfamilj och var nära vän med tsar Nikolaj I av Ryssland. Han anses vara en av grundarna till den geologiska vetenskapen i Ryssland. Han författade bland annat Die wirbelthiere Europas (1840) (med Johann Heinrich Blasius).